# I'm in Love with My Car
I'm in Love with My Car is een nummer van de Britse rockgroep Queen en het derde nummer van het album A Night at the Opera uit 1975. Het is het enige nummer op het album dat volledig is geschreven door drummer Roger Taylor, die ook de leadzang verzorgde op het nummer.

## Achtergrond
"I'm in Love with My Car" is een van de bekendste Queennummers van Taylor. Gitarist Brian May dacht eerst dat hij een grap maakte door een demo van dit nummer te spelen.
Taylor bespeelde zelf de gitaar in de oorspronkelijke demoversie, maar deze werd later ingespeeld door May op zijn Red Special. Taylor verzorgde de leadzang op de studioversie en alle officieel uitgebrachte liveversies van het nummer. De autogeluiden aan het eind van het nummer werden opgenomen door de auto van Taylor, een Alfa Romeo. De tekst werd geïnspireerd door rodie Jonathan Harris, die zijn Triumph TR4 beschreef als de "liefde van zijn leven". Het nummer werd ook aan Harris opgedragen, met de albumtekst "Dediated to Jonathan Harris, boy racer to the end" (Opgedragen aan Jonathan Harris, jongensracer tot het einde).
Taylor vond het nummer zo goed dat hij leadzanger Freddie Mercury dwong om het op de B-kant te zetten van de door hem geschreven eerste single "Bohemian Rhapsody" en sloot zichzelf op in een kast totdat Mercury hiermee akkoord ging. Deze beslissing zorgde later voor veel frictie in de band, omdat Taylor evenveel royalty's kreeg als Mercury kreeg voor het schrijven van "Bohemian Rhapsody".
Queen speelde het nummer vaak tussen 1977 en 1981, waarbij Taylor zowel de drums als de leadzang verzorgde terwijl Mercury de piano bespeelde en achtergrondzang deed. Tijdens de News of the World Tour zong Mercury vaak het refrein samen met Taylor. Ook toen Queen in het nieuwe millennium optrad met zanger Paul Rodgers, werd het nummer gespeeld tijdens de Queen + Paul Rodgers Tour en de Rock the Cosmos Tour. Taylor zong het nummer ook tijdens solotournees en tournees met zijn band The Cross, waarbij hij in plaats van de drums de slaggitaar bespeelde.
In 2004 werd het nummer gebruikt in een reclamecampagne voor Jaguar, reden om het nummer ter promotie van deze reclame op single uit te brengen in de Verenigde Staten.

## Musici
- Roger Taylor: lead- en achtergrondzang, drums, gitaar
- Freddie Mercury: piano, achtergrondzang
- Brian May: elektrische gitaar, achtergrondzang
- John Deacon: basgitaar

## Andere albums
- Live Killers (1979)
- The CD Single Box (1992)
- Queen Rocks (1997, alternatieve versie)
- Return of the Champions (2005)
- Super Live in Japan (2005)
- Queen Rock Montreal (2007)
- Queen Rock Montreal & Live Aid (2007)
- Queen: The Singles Collection Volume 1 (2008)
- Live in Ukraine (2008)
- Deep Cuts, Volume 1 (1973-1976) (2011)
- Icon (2013)

- Gemeinsame Normdatei: 1096340755
- MusicBrainz work: f48c69a0-cf14-3546-8829-f3bc31b0ac39
- Virtual International Authority File: 26146095302200372167